# Colpo di Stato della Difesa Nazionale
Il Colpo di stato della Difesa Nazionale (in greco Κίνημα της Εθνικής Αμύνης?) fu una rivolta militare a Salonicco avvenuta 30 agosto 1916, da parte di ufficiali dell'esercito greco contrari alla neutralità seguita dal governo reale ad Atene durante la prima guerra mondiale e simpatizzanti dell'ex primo ministro Eleftherios Venizelos e delle potenze dell'Intesa. Con il supporto delle forze dell'Intesa presenti nell'area come parte del Fronte macedone, il colpo di stato stabilì il controllo di Salonicco e di gran parte della più ampia regione. Poco dopo, Venizelos con i suoi principali seguaci arrivò in città per stabilire un Governo Provvisorio di Difesa Nazionale, che entrò nella prima guerra mondiale a fianco dell'Intesa. Questi eventi segnarono il culmine e il radicamento del cosiddetto "Scisma nazionale" nella politica greca.